# XVIII съезд КПК

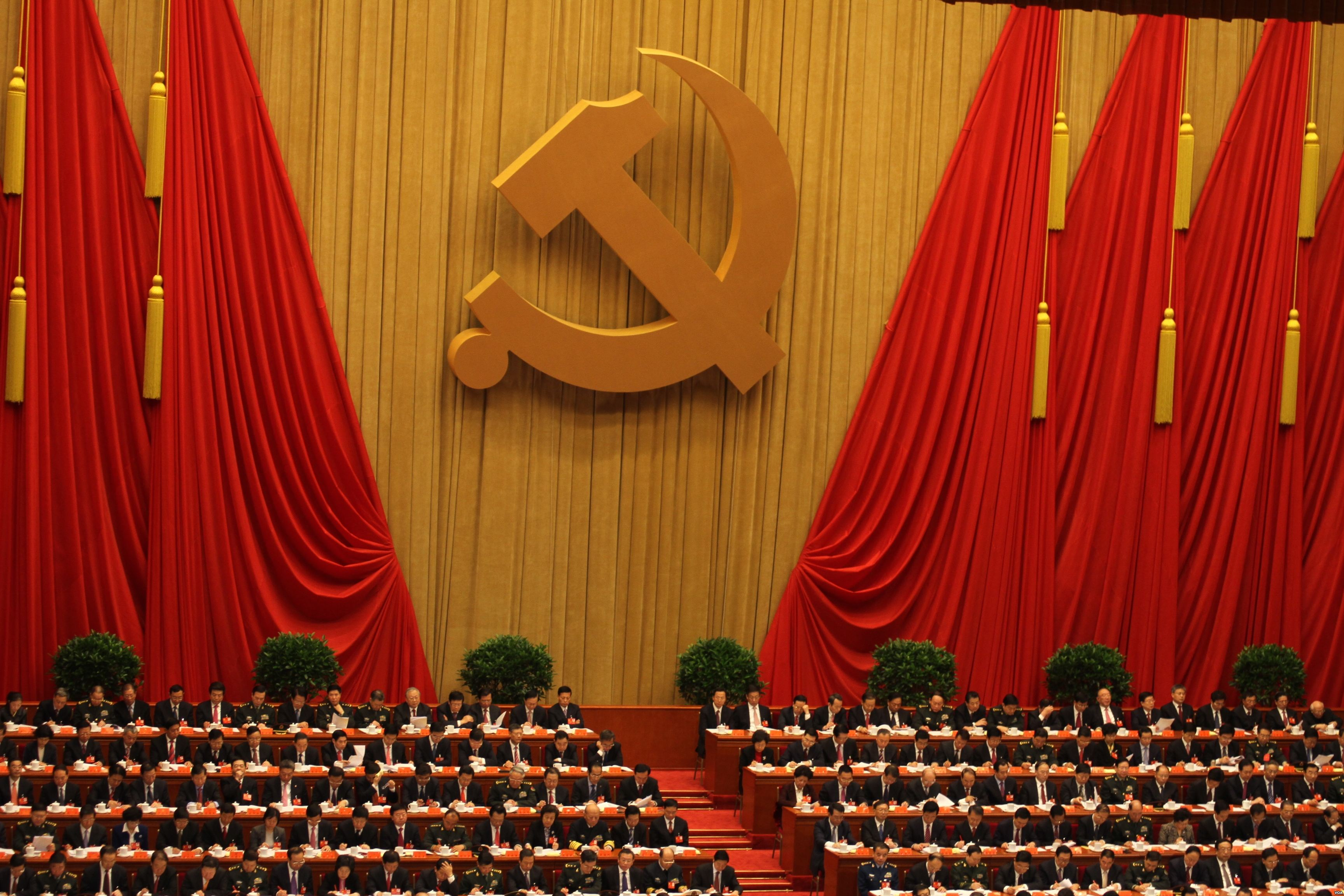
XVIII съезд КПК

Наши главные задачи - это противостояние коррупции и борьба за честность политиков
18-й Всекитайский съезд КПК проходил с 8 по 15 ноября 2012 года в Пекине.
Ответственным секретарём съезда являлся Си Цзиньпин.
С 1 по 4 ноября в Пекине прошёл последний, 7-й, пленум ЦК КПК 17 созыва (предыдущего съезда).
К концу 2012 года общая численность членов партии достигла 85 млн 127 тыс. человек.
На XVIII съезде Компартии Китая (КПК) в её Устав впервые было записано положение о том, что в Китае «установлен социалистический строй с китайской спецификой».
На съезде была подтверждена приверженность Китая оборонительной военной политике и выражено его намерение твёрдо приложить усилия по защите мира во всем мире и содействию общему развитию.

## Делегаты[9]
Количество делегатов съезда установлено ЦК партии в 2270 человек, что на 53 человека больше делегатов предыдущего, 17-го съезда. 2270 делегатов предстоящего съезда избраны 40 избирательными организациями по всей стране из более чем 80 млн членов КПК и свыше 4 млн низовых партийных организаций страны.
Среди выбранных делегатов доля должностных лиц составляет 69,5 %, доля представителей передовой линии работы и производства — 30,5 %. Число рабочих-коммунистов возрастет с 51 человека на предыдущем съезде до 169 человек, включая 26 рабочих-мигрантов с сельской пропиской.
Средний возраст делегатов 18-го съезда КПК составляет 52 года, в том числе 114 делегатов в возрасте до 35 лет, на их долю приходится 5 % от общего числа делегатов съезда.
В частности, самый старший из делегатов — Цзяо Жоюй, который родился в декабре 1915 года и вступил в КПК в 1936 году, самый молодой — Цзяо Люян, которая родилась в марте 1990 года и стала членом КПК в 2008 году. Кроме того, 72,2 % делегатов предстоящего съезда вступили в КПК после ноября 1976 года, иначе говоря, основную часть делегатов составляют лица, принятые в ряды партии уже после начала проведения политики реформ и открытости.

## Смена руководства
14 ноября съезд избрал новые составы ЦК КПК и Центральной комиссии по проверке дисциплины. Таким образом на предстоящие десять лет к власти пришло так называемое пятое поколение. По сообщению «Синьхуа», состав ЦК обновился примерно наполовину.
15 ноября на 1-м пленуме ЦК КПК 18-го созыва Си Цзиньпин был избран новым Генеральным секретарём ЦК КПК, сменив таким образом в этой должности Ху Цзиньтао, тогда же он сменил его на посту председателя Военного совета ЦК КПК (а уже в марте 2013 года, на 1-й сессии ВСНП 12-го созыва — на посту председателя КНР, тогда же на посту премьера Госсовета КНР Вэнь Цзябао сменил Ли Кэцян).
Обсуждение кандидатов в члены Постоянного комитета Политбюро проходило не только на съезде, но и в течение нескольких месяцев, предшествующих ему — бывшим генсеком Цзян Цзэминем и другими старейшинами КПК. Ещё в мае они «демократическим путём рекомендовали» кандидатов в высшие партийные органы, при этом имена будущего генсека и будущего премьер-министра не вызвали споров, но на пять оставшихся мест в постоянном комитете было выдвинуто восемь кандидатов.
До начала съезда Ху Цзиньтао, Си Цзиньпин и Цзян Цзэминь согласовали список кандидатур в Постоянный комитет, состав членов которого был сокращён с 9 до 7. Как и Политбюро, он также был избран на 1-м пленуме ЦК КПК 18-го созыва, в него вошли:

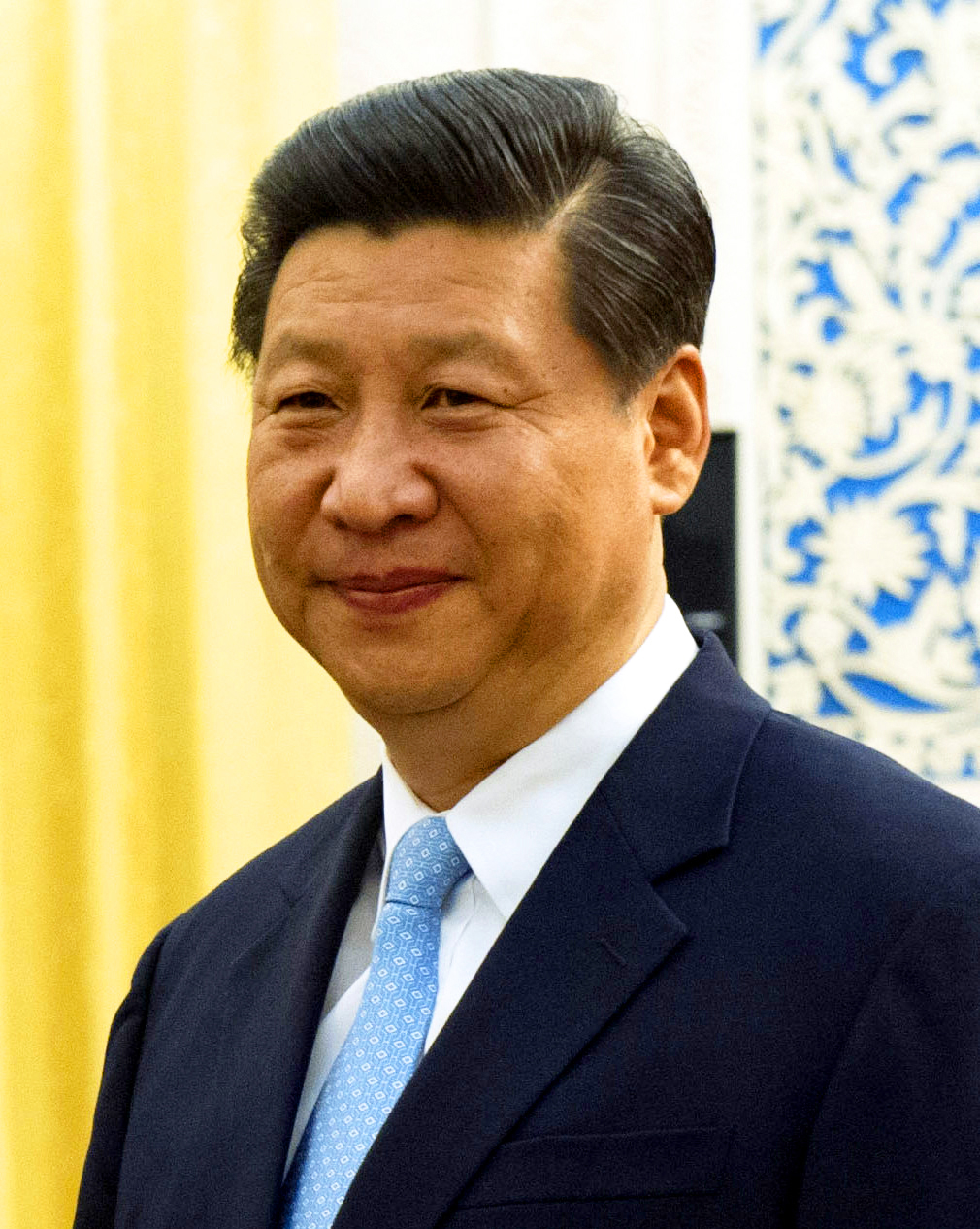
Си Цзиньпин
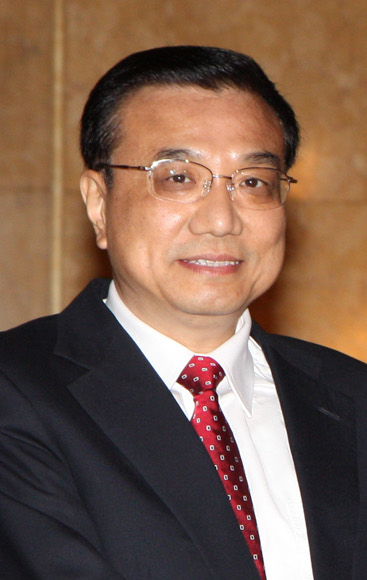
Ли Кэцян
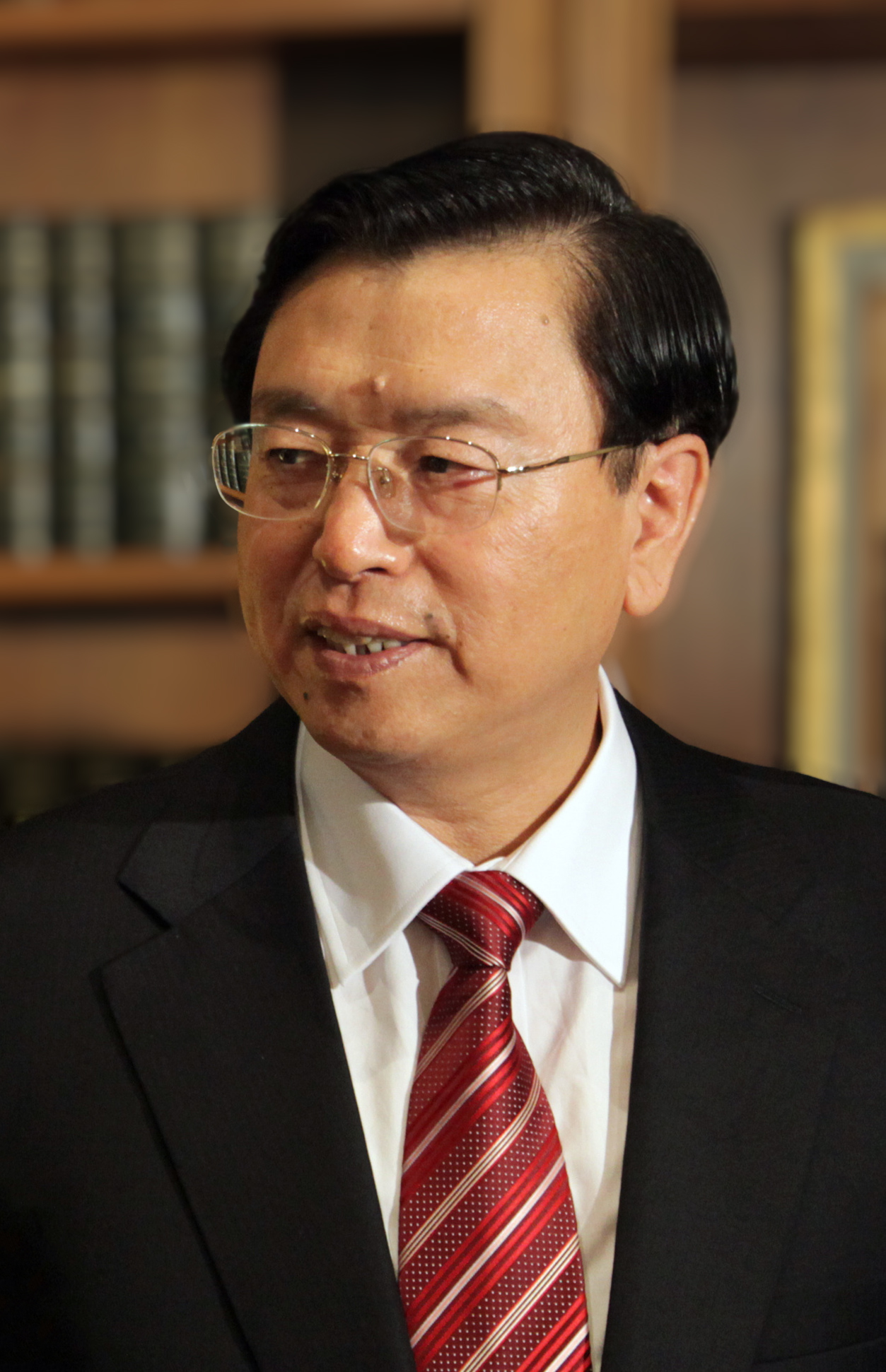
Чжан Дэцзян
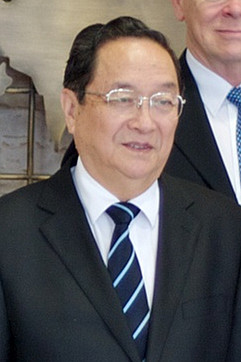
Юй Чжэншэн
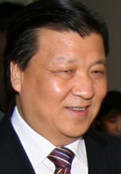
Лю Юньшань
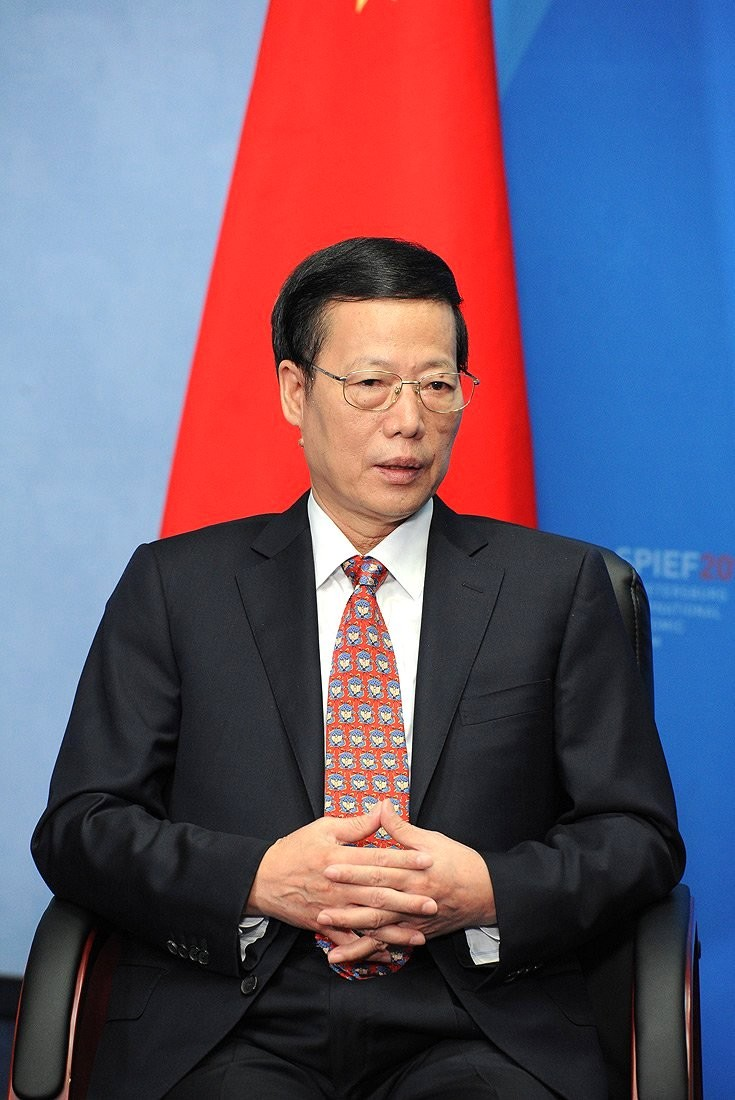
Чжан Гаоли

Из новоизбранных членов Постоянного комитета лишь Си Цзиньпин и Ли Кэцян были членами его предыдущего созыва.
Из членов Политбюро 17 созыва в его новый состав попали десятеро, из них семеро уже указанных выше стали членами его Постоянного комитета (оставшиеся трое: Ван Ян, Ли Юаньчао, Лю Яньдун). Ли Юаньчао оставил членство в секретариате ЦК, однако в марте 2013 года был избран заместителем председателя КНР (не будучи обычным для этой должности членом Постоянного комитета Политбюро); Лю Яньдун и Ван Ян тогда же получили должности вице-премьеров.
Секретариат ЦК был расширен с шести до семи членов. На 1-м пленуме ЦК КПК 18-го созыва был утверждён список членов Секретариата ЦК КПК, в который вошли Лю Юньшань, Лю Цибао, Чжао Лэцзи, Ли Чжаньшу, Ду Цинлинь, Чжао Хунчжу и Ян Цзин. Из предыдущего состава в новый вошёл лишь Лю Юньшань, для которого это уже третий срок. Также из предыдущего состава Секретариата: Си Цзиньпин был избран генсеком, Ли Юаньчао в марте 2013 г. — зампредом КНР, Ван Хунин — членом Политбюро.
В новоизбранном составе секретариата одновременно членами Политбюро стали: членом Посткома Лю Юньшань, сменивший его в должности завотделом пропаганды Лю Цибао, заведующий орготделом Чжао Лэцзи, начальник Канцелярии ЦК Ли Чжаньшу.
Отмечается, что нынешний состав ПК Политбюро можно считать как компромиссным, так и переходным, поскольку через пять лет, в 2017 году, по причине возрастных ограничений в него не смогут войти 5 из 7 новоизбранных руководителей (то есть все кроме Си Цзиньпина и Ли Кэцяна).
Также отмечается, что к следующему съезду КПК через пять лет 11 из 25 членов политбюро достигнут 70-летнего возраста и будут вынуждены уйти.
Отмечается, что Ху Цзиньтао взял на себя инициативу по «окончательному уходу» — в отличие от предыдущих лидеров КНР Дэн Сяопина и Цзян Цзэминя, которые находясь в отставке продолжали активно вмешиваться в политику.
По информации японской газеты «Asahi Shimbun», в дни съезда было принято решение о запрете на вмешательство в политический сектор отставных руководителей, якобы Ху Цзиньтао оставил все посты с условием, что все без исключений высокопоставленные партийные чиновники не будут вмешиваться в политику после ухода на пенсию; целью этого шага считают устранение влияния бывшего лидера партии Цзян Цзэминя, продолжавшего участвовать в принятии политических решений даже после полного ухода на пенсию.
Впоследствии, еще до следующего съезда, 40 членов и кандидатов в члены ЦК КПК 18-го созыва, восемь членов центральной комиссии КПК по проверке дисциплины были привлечены к ответственности.